# Білоріченське сільське поселення
Білорі́ченське сільське поселення (рос. Белореченское сельское поселение) — адміністративна одиниця у складі Омутнінського району Кіровської області Росії. Адміністративний центр поселення — селище Білоріченськ.

## Історія
Станом на 2002 рік на території сучасного поселення існували такі адміністративні одиниці:
- частина смт Білоріченськ (смт Білоріченськ, селища Метрострой, Тонкіно)

Поселення було утворене згідно із законом Кіровської області від 7 грудня 2004 року № 284-ЗО у рамках муніципальної реформи.
Станом на 2002 рік до складу смт Білоріченськ входило також селище Юбілейний, яке вже станом на 2004 рік перебувало у складі Вятського сільського поселення.

## Населення
Населення поселення становить 1139 осіб (2017; 1180 у 2016, 1220 у 2015, 1297 у 2014, 1360 у 2013, 1398 у 2012, 1470 у 2010, 1770 у 2002).

## Склад
До складу поселення входять 3 населених пункти:
| Населений пункт      | Населення, осіб (2002) | Населення, осіб (2010) |
| -------------------- | ---------------------- | ---------------------- |
| Білоріченськ, селище | 1519                   | 1292                   |
| Метрострой, селище   | 197                    | 151                    |
| Тонкіно, селище      | 54                     | 27                     |